# Санитарное просвещение

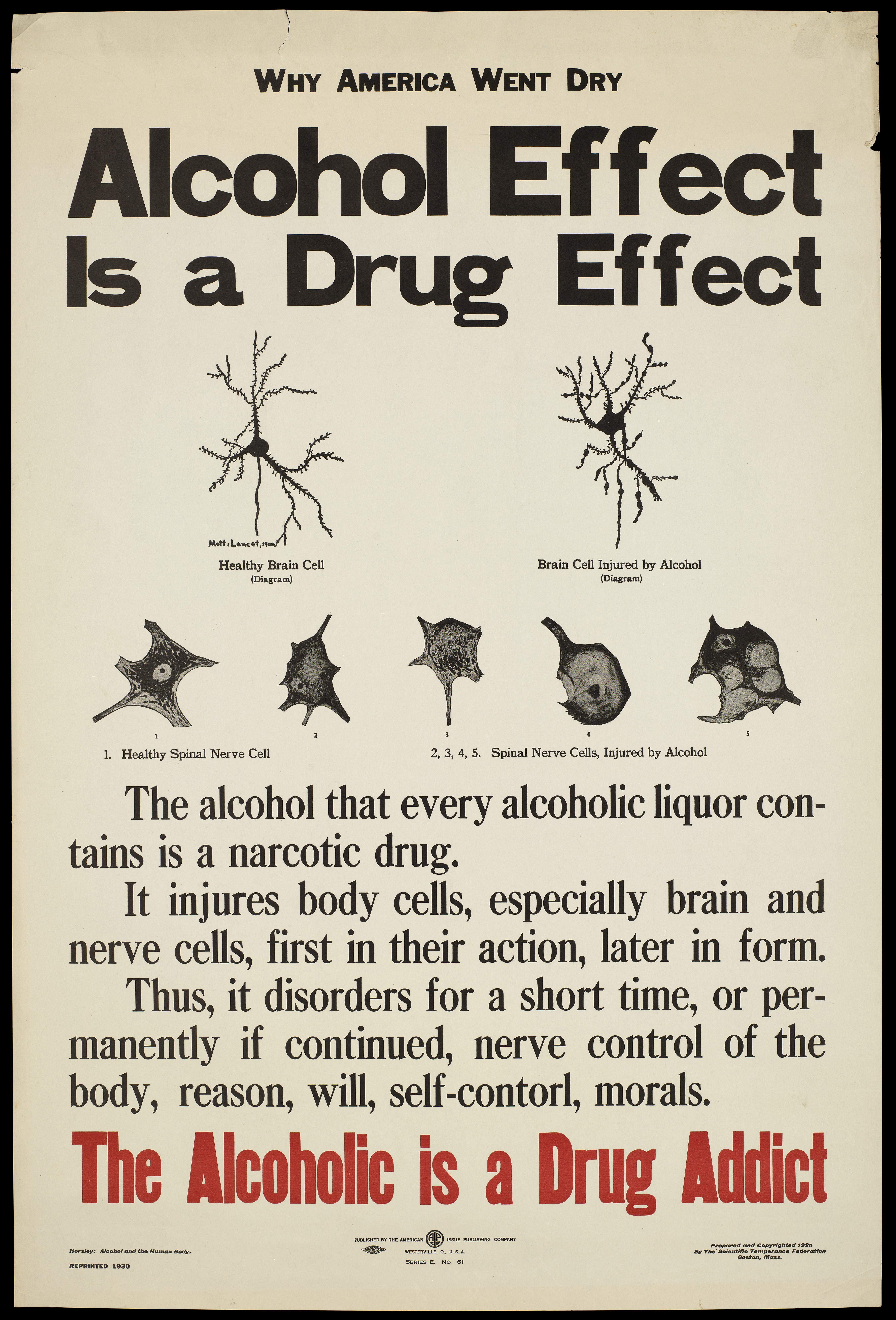
Листовка «Алкоголь и человеческое тело». 1930, Бостон, «Федерация научной трезвости»

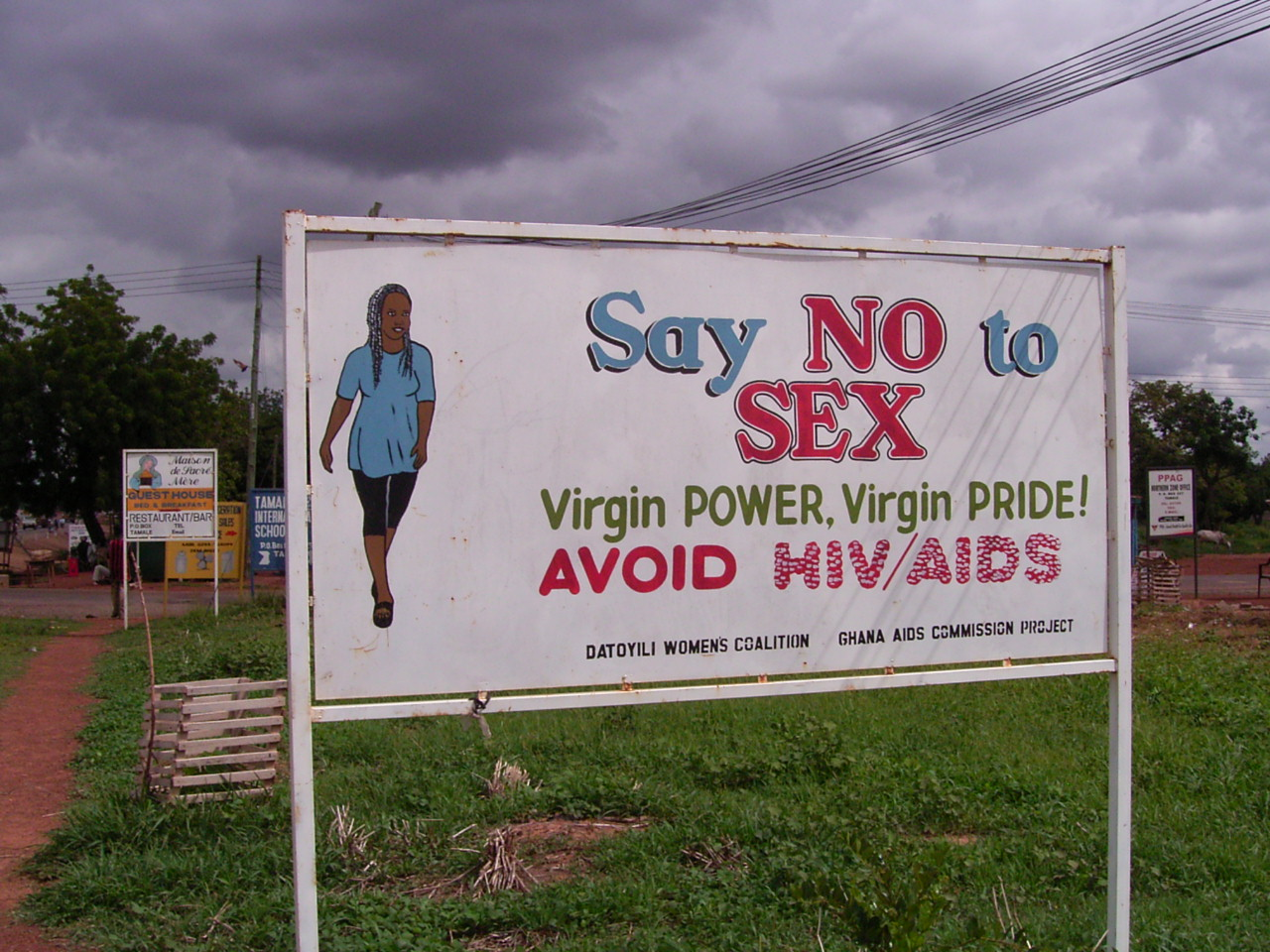
Агитационная вывеска против ВИЧ / СПИД в Гане, 2005

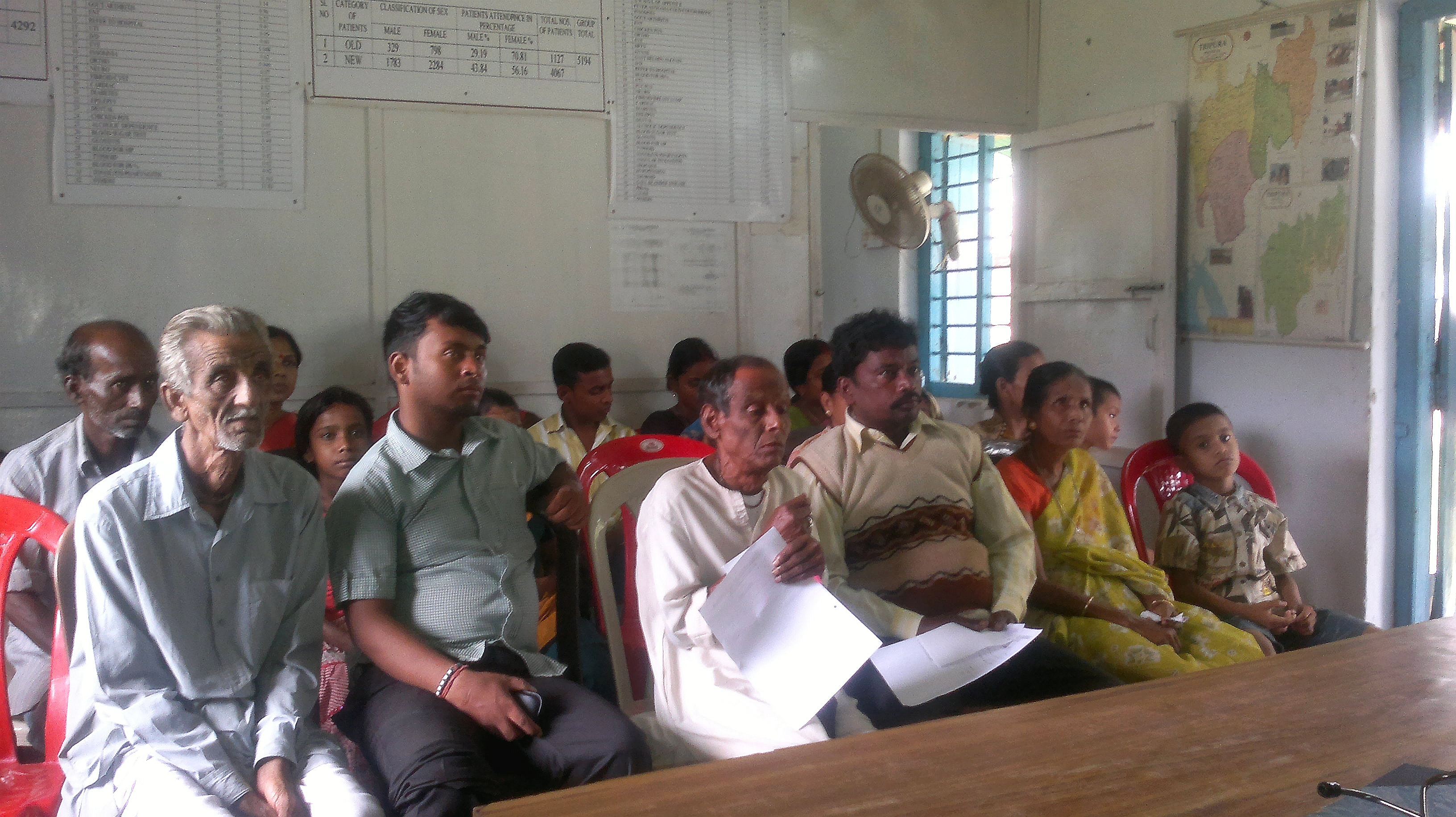
Стажирование в колледже в Агартале активистов санитарного просвещения для сельской местности, 2011

Санита́рное просвеще́ние — образовательная и профилактическая деятельность, направленная на гигиеническое обучение и воспитание населения, а также его привлечение к активному участию в охране здоровья.
Санитарное просвещение — раздел здравоохранения и медицинской науки, разрабатывающий вопросы теории и практики повышения уровня грамотности в вопросах здоровья. Санитарное просвещение как научная отрасль опирается на опыт не только медицинских дисциплин, но и социологии, психологии, педагогики. В практике санитарного просвещения используются устное слово, печать, радио, кино, телевидение, народные университеты, «школы» здоровья.
От других традиционных видов просветительной работы санитарное просвещение отличается только задачами и содержанием.
Формы проведения мероприятий по санитарному просвещению, как и средства его проведения у всех видов просветительной работы одинаковые и хорошо разработаны в российской просветительской практике ещё в 20—30-е годы XIX века. Например, просвещение психологическое,просвещение педагогическое.
В то же время есть чисто медицинские варианты: санитарный бюллетень (санбюллетень), листовка, памятка.

## Просвещение санитарное в школе
Санитарное просвещение в школе — распространение среди учащихся, их родителей и персонала школы сведений из области школьной гигиены, физиологии, эпидемиологии, педиатрии. Осуществляется школьным врачом совместно с учителями. Примерная тематика бесед по санитарному просвещению: организация режима дня, закаливание организма, правильный уход за одеждой и помещением, значение профилактических прививок. Вместе с врачом администрация школы и учителя организуют общешкольные и классные санитарные посты и школьно-санитарную дружину.

## Просвещение санитарное во вспомогательной школе
Здесь санитарное просвещение имеет некоторую специфику, определяемую контингентом учащихся и осуществляется на основе знания и соблюдения требований специальной дидактики — олигофренопедагогики.

## В СССР
В 1923—1927 годах в Ленинграде работал передвижной театр облздравотдела «Санпросвет».

## Терминология в современности
Термин «санитарное просвещение», употребляемое в СССР, в странах постсоветского пространства подвергся некоторым видоизменениям. Так, в России начали употребляться термины «санитарно-гигиеническое образование населения», «гигиеническое воспитание и обучение населения», «пропаганда здорового образа жизни», которые в свою очередь были прописаны в законе РФ от 22.07.1993 г. № 5487-I «Основы законодательства Российской Федерации об охране здоровья граждан» (ст. 5, 6, 8, 24, 37.1, 43) и, особенно в федеральном законе РФ от 30.03.1999 г. № 52-ФЗ «О санитарно-эпидемиологическом благополучии населения» (ст. 2, 5, 6, 10, 29, 36), есть они и в федеральном законе РФ от 21.11.2011 г. № 323-ФЗ «Об основах охраны здоровья граждан в Российской Федерации» (ст. 14, 16, 17, 18, 33, 54, 79). Схожие изменения наблюдались и в других государствах, к примеру в законе Республики Казахстан от 04.06.2003 г. № 430-2 «О системе здравоохранения», законе Республики Беларусь от 23.07.2008 г. № 422-З «О предупреждении инвалидности и реабилитации инвалидов».